# EVE ZERO
『EVE ZERO』（イヴ・ゼロ）は、ゲームビレッジから発売されたゲームソフト。「EVEシリーズ」4作目。
2000年3月にPlayStation版が発売され、その後Windows版『EVE ZERO -ark of the matter-』（イヴ・ゼロ・アーク・オブ・ザ・マター）と、ドリームキャスト版『EVE ZERO 完全版 -ark of the matter-』（イヴ・ゼロ かんぜんばん アーク・オブ・ザ・マター）が発売されている。

## 概要
1作目『EVE burst error』の2年前が舞台。主人公は1作目と同じく探偵「天城小次郎」と捜査官「法条まりな」。2人の主人公を操作しストーリーを進めていくマルチサイトアドベンチャーゲームである。『EVE burst error』に間接的に繋がるストーリーだが、後付けでシナリオライターも異なるため、物語上の矛盾点も生じている。また、主人公の2人は『EVE burst error』で初めて出会っている設定なので、本作で直接顔を合わせる事は無い。

### 基本システム
「コマンド総当り方式」であり、フラグを立てるには用意されているコマンドを手当たり次第に選択しなければならない。

### マルチサイトシステム
EVEシリーズの伝統である「2人の主人公の違った視点から1つのストーリーを追う」システム。小次郎編とまりな編のどちらか一方だけを進めても必ずどこかで行き詰る。たとえるなら、小次郎編で開けられないドアをまりな編で開けることで、小次郎編が進むようになる箇所が、いくつか存在するのである（逆もしかり）。よって、適宜シナリオを切り替えてゲームを進める必要がある。

### フォーカスモード
本作では新たにフォーカスモードを搭載。2人の人物との対面中、片方に近付いてその人物とだけの会話をする場合に使用する。通常の会話だけでは得られない情報を聞き出したりする事ができる。ストーリー進行とは関係ない場面でも使用は可能で、普段とは違う相手の反応を見ることができる。

## ストーリー
『EVE burst error』の2年前を舞台に、桂木探偵事務所の所長代理「天城小次郎」と警視庁公安第六課の敏腕捜査官「法条まりな」の2人の主人公が追いかけるそれぞれの事件は、あるところで１つの共通したシナリオへと結びつく。連続猟奇殺人事件に巻き込まれ、やがて事件の真相にせまっていく。

### 小次郎編
急ぎの依頼がなく、書類管理に追われる探偵の小次郎。その作業に嫌気が差し始めたころ、知り合いのカメラマン「柴田茜」より仕事の仲介を受ける。家出した息子の捜索という依頼を引き受けた小次郎。最初はごくありふれた依頼かと思われたが、ただの家出人探しだけでは終わらなかった。小次郎が家出ではなく営利目的か脅迫目的の誘拐ではないかと聞くと、余計な事に首を突っ込むなと怒り出す。彼は何かを隠しているようであった。そこで小次郎は情報屋グレンに仁科と遺伝子研究所について調べさせる。依頼人「仁科秀人」から逃げようとする中学生の息子「榊原真」。家出騒動の裏には小次郎の過去にもつながる大きな事件の真相が隠されていた。

### まりな編
本来殺人事件の捜査は担当外であるはずの公安第六課に連続猟奇殺人事件の捜査をまわされ、まりなにその任務がまかされた。今回の殺人事件は犯人の動機などまったく不明、さらに死体には内臓がないという特殊なものであった。しかし、有益な情報が得られないまま殺人事件の捜査は一時中断。まりなには甲野本部長より新たな任務が下された。アメリカからやって来たVIPの護衛任務、外交官の名前はルース・ブラッチフォード。フィルブライト財団の秘書である。無事にルースと接触したまりなは任務をこなそうとするが、彼女はフランクな人物で、まりなは調子を崩されることになる。不思議な少女「トア」との出会い。別々の出来事と思われたそれぞれの事象にやがて関連性が見え始め、より深い事件へと発展していく。

## 登場人物
天城 小次郎（あまぎ こじろう）
声 - 子安武人
桂木探偵事務所の職員、高校時代に両親を亡くし、それ以後は桂木源三郎に引き取られた。家では探偵の教育を受けながら面倒を見てもらっていた。のちに敏腕の探偵に成長し、源三郎が不在の時は桂木探偵事務所の実質上の責任者として活躍する。弥生と一緒にエクレール・マンションで暮らしている。
法条 まりな（ほうじょう まりな）
声 - 三石琴乃
警視庁公安部に所属しており、高い任務成功率を誇るエージェント。しかし規律無視や上司の不満を言うなと問題も多い。恋愛が趣味と言い切る奔放で楽天的な性格。弥生とは留学時代の親友だが小次郎と直接の面識はない。
桂木 弥生（かつらぎ やよい）
声 - 本多知恵子
桂木源三郎の娘で小次郎の恋人。理由を告げることなく出て行った父のあとを継いで、小次郎と共に桂木探偵事務所を切り盛りしている。幼い頃に母を亡くし、父親の源三郎とも離ればなれで育てられた。そのため男勝りで勝ち気な性格。自分の弱いところを見られるのを苦手とする。
柴田 茜（しばた あかね）
声 - かないみか
フリーランスの女性カメラマン。さまざまな仕事をこなしている。小次郎からは「うすぎたないゴシップ屋」と呼ばれている。今回、小次郎に仁科秀人の家出息子捜査依頼の仕事を紹介することになる。
桂木 源三郎（かつらぎ げんざぶろう）
声 - 納谷悟朗
弥生の父。物語開始の三年前に出ていった。実の娘の弥生も詳しい経歴を知らず、探偵事務所の所長に身を置いている。
甲野 三郎（こうの さぶろう）
声 - 野沢那智
若くして警視庁の要職に登り詰めた切れ者。それゆえ組織の中では煙たがられ孤立した存在となっている。後にまりなたち腹心の部下を連れ「内閣調査室」という公安では扱うことの難しい特殊な事件を調査する特務機関を設立することになる。
二階堂 進（にかいどう すすむ）
声 - 上田祐司
桂木探偵事務所の調査員。小次郎をライバル視している。
グレン
声 - 飯塚昭三
源三郎の紹介で知り合った小次郎なじみの情報屋。裏社会の情報に明るく、情報の他にも色々と非合法なモノに手を出している。
美作康治（みまさか　やすじ）
- 性別：男
- 職業：内閣調査室所属捜査官
- 声：鈴置洋孝

『TFA』にも登場。
元公安捜査官で、現在はその高い捜査能力を買われ、内閣調査室に所属する捜査官である。公安時代から、甲野とは親しい仲であった。また、エルディア諜報部に所属していた桂木源三郎とは公安時代から敵対関係にありマークをしていたが、源三郎がエルディアに出国してしまった事で、逮捕は断念せざるを得なかった。
『ZERO』の際には、猟奇殺人事件に裏で政治的圧力がかかっていた事を突き止め、その重要関連人物である葉室銀をマークしていた。
源三郎の逮捕にはかなりの執念を燃やしていた模様で、『ZERO』の事件では葉室だけでなく、この時期になって日本に帰国してきた源三郎も再度マークし、源三郎と繋がりのある情報屋であるグレンにも圧力をかけて、源三郎の関係人物である小次郎をマークしていた。
氷室冴子（ひむろ　さえこ）
- 性別：女
- 職業：内閣調査室所属捜査官
- 声：池田昌子

『TFA』にも登場。
具体的な事実は明かされていないが、氷室恭子の実母である。
美作のパートナーで、彼同様、内閣調査室に所属する捜査官である。まりなや小次郎に直接アプローチしたり、美作の護衛的な存在であることから考えるに、内調でも実働部隊的な組織に所属しているようである。
『ZERO』のストーリーより以前に、「XTORT」の研究を行っていた天城健をマークしており、彼の死後である『ZERO』のストーリーでは、その息子である小次郎をマークしていた。
『TFA』登場の際には、娘である恭子と会話しているシーンもある。
『PLUS』初回特典同梱の設定資料集内で天城健との間に子供がいる表記がされている。
トア・ノバルティス（Torah Novartis）
- 性別：女
- 職業：中学生
- 声：桑島法子

ガイギー社の研究員シャサ・ノバルティスの娘。少々抜けたところがある中学生。幼女趣味の男に誘拐されかけたところをまりなに助けられ、事件解決後にまりなに引き取られた。
明るく活発な女の子だが、気がまわらなかったりする事も多く人に騙されやすい。
榊原　真（さかきばらしん）
- 性別：男
- 職業：中学生
- 声：保志総一朗

仁科遺伝子研究所の所長、仁科秀人の息子。内向的な性格のため人付き合いは苦手。クラスの中で唯一の親友、坂本邦彦の協力を得て家出をするが、小次郎が家出少年の探索を依頼されたことがきっかけで出会う。
表情をあまり外には出さず言葉数も少ないが、小次郎と接することによって少しずつ内面を見せるようになる。しだいに彼は小次郎に憧れ、小次郎の手助けをするようになる。
高畠豊（たかばたけ　ゆたか）
- 性別：男
- 職業：警視庁鑑識課所属
- 声：飛田展男

警視庁鑑識課に勤務する検死官。死体を愛好する変わり者で最も美しい死体は髑髏だと公言する。
洞察力に優れ、死体から犯人の心理を割り出したり、動機を解明するなどしてまりなに助言する。
坂本邦彦（さかもと　くにひこ）
- 性別：男
- 職業：中学生
- 声：吉野裕行

仁科秀人（にしな　ひでと）
- 性別：男
- 職業：仁科遺伝子研究所所長
- 声：肝付兼太

仁科遺伝子研究所所長。榊原真の父親。行方不明になった息子、真の捜索を小次郎に依頼する。遺伝子工学の権威で、現在はナノテクノロジーの研究を行っている。
神経質な性格で完全に学者気質な性格で、事ある毎に小次郎とは対立する。
シャサ・ノバルティス
- 性別：男
- 職業：ガイギー製薬研究所所長
- 声：堀内賢雄

トアの父親。ガイギー社の研究総責任者であり、日本に研究員として留学してきた。後に日本の製薬会社ガイギー社の研究総責任者に就任する。
須藤（すどう）
- 性別：男
- 職業：ガイギー製薬研究員
- 声：須藤明徳

大山遙（おおやま　はるか）
- 性別：女
- 職業：帝都大学図書館司書
- 声：横尾まり

平松竜弥（ひらまつ　たつや）
- 性別：男
- 職業：仁科組若頭
- 声：政宗一成

葉室銀（はむろ　ぎん）
- 性別：男
- 職業：葉室財閥総帥/自由公民党党首
- 声：筈見純

ルース・ブラッチフォード
- 性別：女
- 職業：フィルブライト財閥関係者
- 声：勝生真沙子

フィルブライト財団の秘書を勤める女性で、まりなは彼女の護衛を依頼される。
フィルブライト財閥における対外諜報部的な役割を果たし、主にアジア圏の経済情報収集活動に従事している。性格はワガママだが、普段はクールで打算的。
アルカ・ノバルティス
- 性別：女
- 声：桑島法子

榊原素子（さかきばら　もとこ）
- 性別：女
- 職業：帝都大学素粒子物理学センター研究員

天城健（あまぎ　たけし）
- 性別：男
- 職業：帝都大学素粒子物理学センター研究員

村田貞（むらた　ただし）
- 性別：男

今村（いまむら）
- 性別：男
- 職業：企業舎弟